# Santa Maria (Califórnia)
Santa Maria é uma cidade localizada no estado americano da Califórnia, no condado de Santa Bárbara. Foi incorporada em 12 de setembro de 1905.

## Geografia
De acordo com o United States Census Bureau, a cidade tem uma área de 60,6 km², onde 58,9 km² estão cobertos por terra e 1,7 km² por água.

## Demografia
Segundo o censo nacional de 2010, a sua população é de 99 553 habitantes e sua densidade populacional é de 1 688,82 hab/km². É a cidade mais populosa do condado de Santa Bárbara e também a que, em 10 anos, teve o maior crescimento populacional. Possui 28 294 residências, que resulta em uma densidade de 479,98 residências/km².